# 諏訪野しおり
諏訪野 しおり（すわの しおり、1971年8月11日 - ）は、神奈川県出身のロリータアイドル。諏訪野詩織、若葉しをり、新美みのり、新田まゆみ、白川綾音という名前でも活動していた。
この中で最も名声の高かった時代が「諏訪野しおり」時代で、整った顔立ちと少女体型（まだ完全ではないくびれ、しなやかな肢体）、膨らみ始めた硬いつぼみで男性ファンの心をつかんだ。1984年の最初の写真集『君はキラリ』（略称「君キラ」）が10万部を超える大ヒットを記録。同書は、織絵加南子の『心のいろ』、早見裕香の『不思議の国の少女』と並び、「英知三部作」と称された。1984年は、英知三部作を含むロリータ作品が大量にリリースされるブーム絶頂期だったが、彼女の場合実績らしい実績が写真集とビデオ各1点というのは意外である、とする記事もある。しかし、当時のロリータの中には、1点の作品で注目を集めながらフェードアウトする者も少なくなかった。

## 経歴
1971年8月11日、神奈川県横浜市に生まれる（同年6月13日、長野県生まれとする資料もある）。本名：新美茂子。妹が一人いる。小学校時代は健康的なスポーツ少女で、男の子に混じって泥だらけの生活を送る。
神奈川県立横浜翠嵐高等学校入学。1991年の時点で都立高校に在籍とする資料もある。
幼少期より劇団に所属。在籍中にスカウトされたのが芸能界入りのきっかけ。

### 新美茂子として
（1984年9月ころ）
1984年9月、単発ドラマ『女殺油地獄』に出演。

### 諏訪野しおりとして
(1984年10月ころ - 1985年5月ころ）
1984年10月、写真集『君はキラリ』、1985年1月、同名のビデオをリリース。これらは当時のビデオ雑誌などで絶賛された。

### 新美みのりとして
フリー時代、1985年1月、新美みのり名義で雑誌のグラビアに出る。

### 若葉しをりとして
(1985年8月ころ - 1987年7月ころ）
1985年8-9月、ドラマ『もしも、学校が…!?』にレギュラー出演。悪役として演技は好評を博し、ファンも多かった。
1986年、新藤兼人監督の『落葉樹』に出演。自身初の映画出演である。新藤監督は若葉しをりの芸名の名付け親。主人公の回想シーンに登場する少女役を演じ、蒼い果実は自ら皮をむき、上半身だけとは言え白くてみずみずしい果肉を披歴した。彼女の肌を観賞できるのは『君はキラリ』（写真集/ビデオ）および本作だけである。
1987年1月、『セーラー服反逆同盟』の「第14話：フォーカスの罠！＜秘＞写真の恐怖」に出演。
1987年7-8月、ドラマ『母さんと呼びたい』に出演。離婚した父親と祖母と3人で暮らす女子中学生役で、父親の再婚話をめぐる話。主役（小林千登勢とダブル主演）を務めあげた。
若葉しをりとして活動していた当時は、諏訪野しおりと同一人物であることは公表されていない。

### 新田まゆみとして
(1988年3月ころ - 1990年1月ころ）
高校進学の時期と重なるとして若干の休業期間を経たのち、新田まゆみの名で再デビューする。1988年12月、諏訪野しおり時代の少女ヌードも含む写真集『1500日のネットワーク』をリリースする。17歳の新田はヌードにならなかったものの、過去の「諏訪野」も「若葉」も自分であったことを告白している（雑誌に手書きのメッセージを寄せている）。
英知出版発のビデオ『愛の贈り物』の中で、「何も分からないままにやった仕事で、今、改めて見てみると恥ずかしい感じが少しある。はっきり言って、少し後悔しているが、しかし諏訪野しおりがいなかったら、現在の自分もいないかも知れないわけだからやってしまったことを色々考えず、これからは新田まゆみで頑張っていく」と述懐
しかし、過去をひっくるめて再出発した姿勢があだになる。『アイドルが脱いだ理由』によると「ロリータヌード出身という色眼鏡を世間に与えただけだったように思う」。さらにタイミングが悪いことに1989年、東京・埼玉連続幼女誘拐殺人の容疑者が検挙される。同事件によってロリコンのイメージが非常に悪化、「健全であることを建前とする「アイドル」にとって「ロリコン」と結びつけられることはきわめて都合の悪いことになった･･･気がつけば、新田まゆみの姿は消えていた」、「（彼女は）最初から克服しようのないハンディを背負わされていた」。
1988年12月、法務省・博報堂制作による教育広報映画『三番線の約束』に主演、共演は松下一夫で、まだ20代の今関あきよし監督作品であった。映画の内容は、少年と少女が人々との出会いの中で更生するという、明るい社会を築くための非行防止教育フィルム。教育センターなどで貸し出している。
1989年4-9月、『スワンの涙』に出演する（最後のレギュラー出演作）
1989年9月、加藤哲監督の『グッドバイ』に出演。森田童子の暗い歌が流れるなか、70年代学生運動で挫折してゆく青年が愛を探す話。
1989年12月、『勝手にしやがれヘイ!ブラザー』に出演。確認可能な最後のドラマ出演。

### 白川綾音として
（1991年3月ころ）
事務所を移籍し白川綾音と名乗る。この時期の詳細は不明。

### 新美茂子として
（1992年11月ころ）
1992年、雑誌『DIME』に本名の新美茂子で登場。確認可能な最後の仕事。

## 人物
血液型はAB型（A型とする記事もあり）。公表された体形は12歳時で身長143cm、体重31kg、B69-W58-H??、14歳時で身長150cm、体重35kg、B67-W58-H68cm。17歳時で身長157cm、B78-W60-H85cm。
趣味は卓球と音楽鑑賞。好きな食べ物はケーキ。尊敬する人物は今井美樹。

## フィルモグラフィ

### ビデオ
- 『君はキラリ』（1985年1月、宇宙企画）※諏訪野しおり名義
- 『ファンレター　新田まゆみ』<美少女Hi-Fi写真館 Vol.6>（1989年6月30日、英知出版。ISBN 4-7542-8706-1）※新田まゆみ/諏訪野しおり名義
- 『愛の贈りもの』（1994年1月10日、英知出版。ISBN 4-7542-6913-6）※新田まゆみ/諏訪野しおり名義。出演：牧本千幸、藤森真奈、小野由美、青田亜希子、高橋えつ子、小森愛、三崎知寛、河合美果、渡辺由架、小松美幸、前薗小百合、小峰佳世、秋山エミ、白石ひとみ、あいだもも、北原志穂、角松かのり、稀崎優、沢田奈緒美、麻生ひろみ

### 映画出演
- 新藤兼人監督『落葉樹』（1986年　丸井工文社）※若葉しをり名義[26]
- 今関あきよし監督『三番線の約束』 （1988年12月12日、ディレクターズ・カンパニー＆博報堂）※新田まゆみ名義[27]
- 加藤哲監督『グッドバイ』（1989年9月9日、シネマ・パラダイス）※新田まゆみ名義[28]

### テレビ出演
- 単発ドラマ『女殺油地獄』（1984年9月29日、NHK)　- お吉の長女役　※新美茂子名義[29]
- 連続ドラマ『もしも、学校が…!?』（1985年8月9日 - 1985年9月27日、TBS）- 木村めぐみ役　※若林しをり名義[30]
- 連続ドラマ　花王愛の劇場の枠で『母さんと呼びたい』（1987年7月20日 - 1987年8月28日、TBS）- 里美役　※若葉しをり名義[31]
- 連続ドラマ『セーラー服反逆同盟』第14話（1987年　NTV）- 岩崎涼子役　※若葉しおり名義[32]
- 連続ドラマ『青春オーロラ・スピン スワンの涙』（1989年4月10日 - 1989年9月25日、CX）- 根本ヒロミ役　※新田まゆみ名義[33]
- 連続ドラマ『勝手にしやがれヘイ!ブラザー』第10話（1989年12月15日、NTV）　- 小山ユキ役　※新田まゆみ名義[34]
- 単発ドラマ　木曜ゴールデンドラマの枠で『春一番、愛ふたつ』（1989年1月5日、YTV）　※新田まゆみ名義[35]

## 出版

### 写真集
- 前場輝夫『君はキラリ』（1984年10月20日、英知出版）※諏訪野しおり
- 前場輝夫・藤田圏生『1500日のネットワーク』（大海賊特別編集）（1988年12月25日、英知出版）※新田まゆみ名義
- 鯨井康雄『METAMORPHOSE』（1989年9月30日、近代映画社）※新田まゆみ名義
- 『ロリータ・スクランブル』（1985年4月20日、英知出版）※オムニバス

## 関連書籍
- 宝泉薫 (編集)『アイドルが脱いだ理由(わけ)―あの日、あの時、"彼女たち"はなぜ決心したのか!? 』宝島社<別冊宝島Real>、2001年

第2章に「性器を見せた子供たち。諏訪野しおり、織絵加南子、早見裕香」「過去からの逆襲。宮崎勤に消された新田まゆみ」の節がある
- 森山真弓 (編集)『よくわかる児童買春・児童ポルノ禁止法』ぎょうせい、1999年
- 園田寿, 曽我部真裕et.al『改正児童ポルノ禁止法を考える』日本評論社、2014年10月17日
- 香月真理子 『欲望のゆくえ 子どもを性の対象とする人たち』 朝日新聞出版、2009年。ISBN 978-4-02250501-9
- 川本耕次『ポルノ雑誌の昭和史』筑摩書房、2011年。ISBN 4-48006631-4
- 『アリス・クラブ増刊 Milk Club』 （1992年、白夜書房）

1992年時点までのロリコンブームの全貌が一望できる
- 宮島鏡『少女愛』作品社、2005年5月。ISBN 978-4-86182031-1

少女愛についての総合的な考察
- 一橋文哉『宮﨑勤事件—塗り潰されたシナリオ—』新潮社<新潮文庫>、2003年9月1日。ISBN 978-4-10-142624-2
- 鈴木伸元『加害者家族』幻冬舎新書、2010年11月27日。ISBN 978-4-344-98194-2